# Anna Sobik
Anna Sobik (ur. 12 października 1956 w Warszawie) – polska aktorka teatralna, filmowa i telewizyjna.

## Życiorys
W 1980 roku ukończyła studia na Wydziale Aktorskim Państwowej Wyższej Szkoły Filmowej, Telewizyjnej i Teatralnej im. Leona Schillera w Łodzi. Była członkinią zespołów teatralnych: Teatru Współczesnego w Szczecinie (1980-1981), Teatru Rozmaitości w Warszawie (1981-1983), Teatru im. Wojciecha Bogusławskiego w Kaliszu (1983-1984), Teatru Popularnego (1984-1990) oraz Teatru Szwedzka 2/4 (1990-1992). Wystąpiła również w trzech spektaklach Teatru Telewizji (1980-1991) oraz dwóch audycjach Teatru Polskiego Radia (1981-1988).
W 1981 otrzymała nagrodę "Głosu Szczecińskiego" za interesujący debiut w Szczecinie, natomiast w 1984 roku na XXIV Kaliskich Spotkaniach Teatralnych otrzymała wyróżnienie za rolę Mirandy w spektaklu "Burza" Williama Shakespeare'a.
Po zakończeniu kariery aktorskiej pracowała w branży reklamowej m.in. w Radiu Tok FM oraz spółkach Grupy Agora.

## Filmografia
- Dulscy (1976) - Mela Dulska, córka Anieli i Felicjana
- Uczennica (1981) - współwięźniarka Anny na Pawiaku
- Zmiennicy (1986) - Marysia, dyspozytorka w WPT (odc. 1, 5, 9, 11, 14)
- Klan (2005-2006) - dwie role:
  - lokatorka bloku, w którym niegdyś mieszkał Robert Kujawa
  - prokurator Nowicka
- Barwy szczęścia (2002-2010) - dwie role:
  - ekspedientka w sklepie (odc. 752)
  - Wanda Nowak, matka Piotra (odc. 1108, 1109, 1123, 1129, 1131, 1140)
- Na Wspólnej (2002-2023) - dwie role:
  - urzędniczka (odc. 905, 906)
  - lekarka (odc. 1049)
- M jak miłość (2006) - nauczycielka Zyta (odc. 453)
- Kopciuszek (2006) - odc. 2
- Job, czyli ostatnia szara komórka (2006) - matka "Adiego"
- Egzamin z życia (2006) - kasjerka w banku (odc. 60)
- Odwróceni (2007) - bufetowa w policyjnej stołówce (odc. 1)
- Plebania (2009-2011) - kobieta/parafianka (odc. 1427, 1480, 1523, 1535, 1693, 1694, 1754, 1759)
- Barwy szczęścia (2012-2014) - sędzia (odc. 736, 1144)